# Wereldkampioenschap ijshockey vrouwen 1997
Het wereldkampioenschap ijshockey vrouwen 1997 was het 4e wereldkampioenschap ijshockey voor vrouwen en werd gespeeld van 31 maart t/m 6 april 1997 in Canada. De speellocaties waren Kitchener (waar de wedstrijden van het gastland en de wedstrijden na de groepsfase werden gespeeld) en zes andere plaatsen in Ontario namelijk Brampton, Brantford, Hamilton, London, Mississauga en North York. 
Het deelnemersveld bestond uit acht landenploegen. Het gastland, de Verenigde Staten en China waren geplaatst via het Pan-Pacifisch kampioenschap 1996. Zweden, Rusland, Finland, Noorwegen en Zwitserland waren geplaatst via het Europees kampioenschap 1996. Wereldkampioen werd Canada met een 4-3 overwinning in de finale op de Verenigde Staten. Er was geen degradant mede omdat er nog geen B-wereldkampioenschap was. Het deelnemersveld voor het volgende wereldkampioenschap in 1999 werd gevuld met de nummers 1 t/m 5 van dit wereldkampioenschap en de nummers 1 t/m 3 van een kwalificatietoernooi. 

## Wedstrijdformule
De acht aan het toernooi deelnemende landen werden verdeeld in twee groepen van vier die een rond toernooi speelden. De nummers 1 speelden in de halve finale tegen de nummer 2 van de andere groep. De winnaars daarvan speelden de finale en de verliezers de wedstrijd om de 3e  plaats. De nummers 3 van de groepen speelden tegen de nummers 4 van de andere groep kruiswedstrijden. De winnaars daarvan speelden om de 5e plaats en de verliezers om de 7e plaats.

## Groep A

### Tabel
|    | Nationale ploeg | Gesp. | Winst | Gelijk | Verlies | Doelp. voor | Doelp. tegen | Doelp. verschil | Punten |
| -- | --------------- | ----- | ----- | ------ | ------- | ----------- | ------------ | --------------- | ------ |
| 1. | Canada          | 3     | 3     | 0      | 0       | 22          | 2            | +20             | 6      |
| 2. | China           | 3     | 2     | 0      | 1       | 18          | 12           | +6              | 4      |
| 3. | Rusland         | 3     | 0     | 1      | 2       | 6           | 18           | -12             | 1      |
| 4. | Zwitserland     | 3     | 0     | 1      | 2       | 6           | 20           | -14             | 1      |

### Wedstrijden
31 maart
- China -  Rusland 6 – 2 (3 - 0, 2 - 2, 1 - 0)
- Canada -  Zwitserland 6 – 0 (1 - 0, 2 - 0, 3 - 0)

1 april
- China -  Zwitserland 11 – 3 (5 - 2, 3 - 0, 3 - 1)
- Canada -  Rusland 9 – 1 (3 - 0, 3 - 0, 3 - 1)

3 april
- Zwitserland -  Rusland 3 – 3 (1 - 0, 2 - 3, 0 - 0)
- Canada -  China 7 – 1 (5 - 0, 1 - 0, 1 - 1)

## Groep B

### Tabel
|    | Nationale ploeg  | Gesp. | Winst | Gelijk | Verlies | Doelp. voor | Doelp. tegen | Doelp. verschil | Punten |
| -- | ---------------- | ----- | ----- | ------ | ------- | ----------- | ------------ | --------------- | ------ |
| 1. | Verenigde Staten | 3     | 2     | 1      | 0       | 20          | 3            | +17             | 5      |
| 2. | Finland          | 3     | 2     | 1      | 0       | 18          | 3            | +15             | 5      |
| 3. | Zweden           | 3     | 0     | 1      | 2       | 2           | 17           | -15             | 1      |
| 4. | Noorwegen        | 3     | 0     | 1      | 2       | 2           | 19           | -17             | 1      |

### Wedstrijden
31 maart
- Noorwegen -  Verenigde Staten 0 – 7 (0 - 2, 0 - 3, 0 - 2)
- Finland -  Zweden 5 – 0 (3 - 0, 1 - 0, 1 - 0)

1 april
- Noorwegen -  Zweden 2 – 2 (2 - 0, 0 - 1, 0 - 1)
- Finland -  Verenigde Staten 3 – 3 (1 - 2, 0 - 1, 2 - 0)

3 april
- Noorwegen -  Finland 0 – 10 (0 - 3, 0 - 3, 0 - 4)
- Verenigde Staten -  Zweden 10 – 0 (4 - 0, 3 - 0, 3 - 0)

## Competitie om de 5et/m 8eplaats

### Kruiswedstrijden
4 april
- Zweden -  Zwitserland 7 – 1 (2 - 0, 1 - 1, 4 - 0)
- Rusland -  Noorwegen 2 – 1 (1 - 1, 1 - 0, 0 - 0)

### Wedstrijd om de 7eplaats
6 april
- Zwitserland -  Noorwegen 1 – 0 (0 - 0, 0 - 0, 1 - 0)

### Wedstrijd om de 5eplaats
6 april
- Rusland -  Zweden 1 – 3 (1 - 0, 0 - 2, 0 - 1)

## Competitie om de 1et/m 4eplaats

### Halve finale
5 april
- Canada -  Finland 2 – 1 (0 - 1, 1 - 0, 1 - 0)
- Verenigde Staten -  China 6 – 0 (2 - 0, 2 - 0, 2 - 0)

### Wedstrijd om de 3eplaats
6 april
- Finland -  China 3 – 0 (0 - 0, 0 - 0, 3 - 0)

### Finale
6 april
- Canada -  Verenigde Staten 4 – 3 (1 - 0, 1 - 2, 1 - 1, 1 - 0)

## Eindstand
| Plaats | Landenploeg      |
| ------ | ---------------- |
| Goud   | Canada           |
| Zilver | Verenigde Staten |
| Brons  | Finland          |
| 4.     | China            |
| 5.     | Zweden           |
| 6.     | Rusland          |
| 7.     | Zwitserland      |
| 8.     | Noorwegen        |